# Château de Saint-Ilpize
Le château de Saint-Ilpize est un édifice situé dans la commune de Saint-Ilpize, dans la Haute-Loire en région Auvergne-Rhône-Alpes.

## Situation
Le site idyllique est situé dans le Haut-Allier sur une lave basaltique à l'emplacement d'un ancien volcan avec culot cratérique, dont l'érosion a fait disparaître les bords.

## Histoire
La première mention d'une construction fortifiée remonte à 1030, la forteresse de Saint-Ilpize a été rapidement dotée de plusieurs enceintes permettant aux Dauphins d'Auvergne de surveiller les gorges de l'Allier. Elle fut à la propriété des Dauphins de Saint-Ilpize jusqu'à la fin du XVe siècle.
Les ruines de la chapelle du château sont classées au titre des monuments historiques par arrêté du 19 décembre 1907. Les vestiges du château sont inscrits au titre des monuments historiques par arrêté du 30 décembre 1988.

## Description
Les murailles sont dominées par l'ancienne chapelle et une tour carrée servant de clocher. Plusieurs enceintes successives, flanquées de tours, enserraient les basses-cours et les quartiers de la ville, qui s'étendait au XVIe siècle jusqu'à l'Allier. Seule l'enceinte supérieure, qui protégeait le logis seigneurial, présente encore une structure homogène au sommet de la butte. L'enceinte montre une sorte de cercle à pans irréguliers auquel on accède par une rampe nord partant de la place de l'église. Plusieurs chicanes, bastions et poternes défendaient l'accès à la cour basse dans laquelle l'accès s'effectue par une porte en arc brisé, en contrebas l'enceinte inférieure est garnie d'une tourelle nommée épaulette. Le logis seigneurial était adossé contre la partie sud de l'enceinte.